# Чесноковка 1-я
Чесноковка 1-я — деревня в Щучанском районе Курганской области. Входит в состав Белоярского сельсовета.

## История
До 1917 года входила в состав Белоярской волости Челябинского уезда Оренбургской губернии. По данным на 1926 год состояла из 180 хозяйств. В административном отношении являлась центром Чесноковского сельсовета Миасского района Челябинского округа Уральской области.

## Население
| 1989 | 2002 | 2010 |
| ---- | ---- | ---- |
| 230  | ↘133 | ↘95  |

По данным переписи 1926 года в деревне проживало 870 человек (429 мужчин и 441 женщина), в том числе: русские составляли 99 % населения.